# Goran Barjaktarević

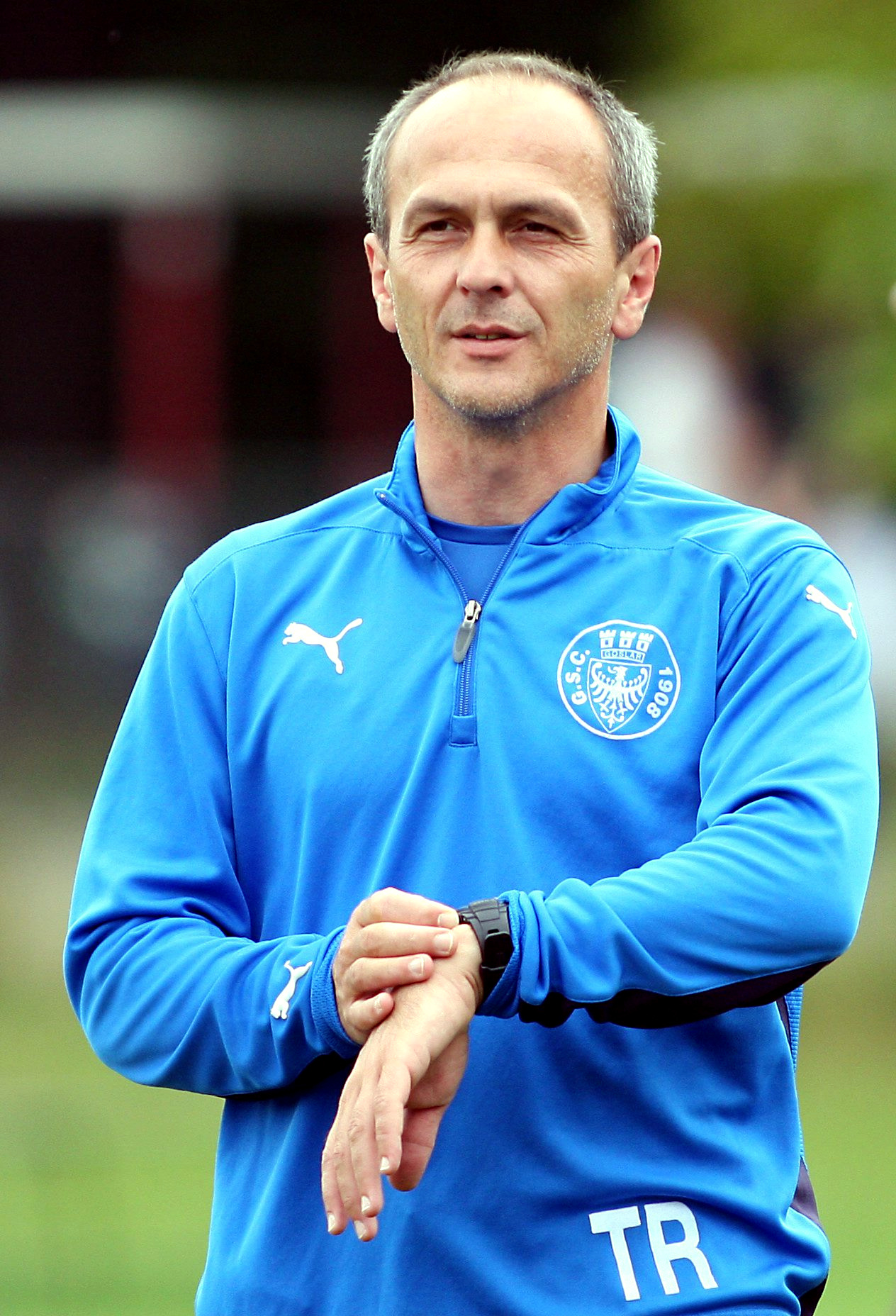
Goran Barjaktarević

Goran Barjaktarević (* 25. Mai 1969 in Zenica, Jugoslawien) ist ein ehemaliger jugoslawischer Fußballspieler und DFB-Fußball-Lehrer mit deutscher Staatsbürgerschaft.

## Karriere

### Spieler
Goran Barjaktarević stammt aus der Nachwuchsabteilung des NK Čelik Zenica (Bosnien und Herzegowina). In diesem Verein durchlief er ab dem zehnten Lebensjahr alle Jugendmannschaften. Als Siebzehnjähriger bekam er seinen ersten Vertrag als Berufsfußballer, ebenfalls in diesem Verein. Als Berufsfußballer war er noch beim FC Koper, Roter Stern Belgrad und FK Obilić in Ex-Jugoslawien tätig. Außerdem spielte er beim VfL Oldenburg, 2000 beendete er seine aktive Laufbahn als Fußballspieler.

### Trainer
Seine Laufbahn als Fußballtrainer in Deutschland begann er 1998 als DFB-B-Lizenz-Trainer in der Jugendabteilung des VfL Oldenburg. Im Jahr 2000 erhielt er die DFB-A-Lizenz. und übernahm die A-Jugend des VfB Oldenburg in der Regionalliga Nord, der damaligen höchsten Spielklasse der A-Junioren. Diese Aufgabe hat er bis 2005 ausgeübt. Im gleichen Jahr erhielt es seine DFB-Fußballlehrer-Lizenz an der Deutschen Sporthochschule Köln (Hennes-Weisweiler-Akademie). Im Rahmen der Ausbildung zum Fußballlehrer hospitierte er bei Thomas Schaaf (Werder Bremen).
Im Winter 2006 übernahm er als Nachfolger von Uwe Reinders die erste Herrenmannschaft vom Brinkumer SV (Bremen) in der Oberliga-Nord. Von Februar 2007 bis Januar 2010 war er Trainer des Goslarer SC 08. Mit diesem Verein stieg er zweimal in Folge auf. In der Saison 2007/2008 folgte der Aufstieg aus der Bezirksoberliga Braunschweig in die Oberliga Niedersachsen-Ost. In der Saison 2008/2009 nach der gewonnenen Meisterschaft und dem gewonnenen Relegationsspiel gegen den VfB Oldenburg, dem Meister der Oberliga Niedersachsen-West, erfolgte der Aufstieg in die Regionalliga-Nord. Zur Saison 2011/12 wurde er Trainer der U19-Mannschaft in dem Leistungszentrum des Profivereins Eintracht Braunschweig. Zwei Jahre später ging er zur Hammer SpVg (Oberliga Westfalen), um dort Trainer und sportlicher Leiter zu werden. Nach ausbleibendem sportlichen Erfolg trennten sich die Hammer SpVg und Goran Barjaktarević im Februar 2015.
Am 4. Januar 2018 übernahm er die Cheftrainerposition beim Chonburi FC, der in der Thai League, der höchsten thailändischen Spielklasse, spielt. Ende April 2018 wurde sein Vertrag aufgelöst. Ende Dezember 2019 unterschrieb er in Ghana einen Vertrag beim Legon Cities FC, einem in der Hauptstadt Accra beheimateten Verein.

## Erfolge

### Trainer
- 2005 Niedersachsenmeister A-Junioren VfB Oldenburg
- 2008 Meisterschaft Bezirksoberliga Braunschweig Goslarer SC 08
- 2008 Bezirkspokalsieger Goslarer SC 08
- 2009 Niedersachsenmeister Goslarer SC 08
- 2009 Aufstieg in die Regionalliga Nord Goslarer SC 08